# 傑克遜維爾碼頭槍擊案
2018年8月26日的下午1:30（EDT），在美國佛羅里達州傑克遜威爾的傑克遜維爾碼頭內舉行的一場電競比賽發生了大規模槍擊。一名單獨的槍手大衛·卡茨（David Katz）開槍殺死兩人，另外有十人受傷，大衛·卡茨後來自殺身亡。該事件也被稱為傑克遜維爾槍擊案。

## 行兇者
槍手是大衛·卡茨（David Katz），是一名來自馬利蘭州巴爾的摩的24歲職業遊戲玩家，曾作為參賽者參加傑克遜維爾比賽。他的假名包括「Bread」、「mrslicedbread」、「RavensChamp」和「ravens2012champ」。他之前在2017年的《Madden》比賽中贏了10,000美元。法庭記錄顯示，卡茨有精神病記錄，而且給他開了抗精神病藥物。

## 受害者

### 死者
- Elijah Clayton，22歲，是一名職業遊戲玩家，化名叫「True」和「Trueboy」。
- Taylor Robertson，27歲，是一名職業遊戲玩家，化名叫「SpotMePlzzz」。

### 傷者
11人被送往醫院接受治療。有10人受到槍傷，1人因為試圖逃離現場而受傷。